# جون جوزيف (مؤرخ)
جون جوزيف (بالإنجليزية: John Joseph)‏ هو مؤرخ أمريكي، ولد في 9 يناير 1923.